# Nicolas Saboly
Nicolas Saboly, född 30 januari 1614 i Monteux, död 25 juli 1675 i Avignon, var en fransk skald och musiker.
Saboly, som var prebendarie i kyrkan Saint-Pierre, skrev och tonsatte mer än hundra julsånger på provensalska, vilka fortfarande är populära i Provence.